# Sägemühle (Harztor)
Sägemühle ist ein Weiler der Landgemeinde Harztor im Landkreis Nordhausen in Thüringen. Zum Weiler gehört die etwa 250 Meter südöstlich liegende Schützensmühle.

## Lage
Sägemühle liegt am südlichen Fuß der Abdachung des Harz-Gebirges nordöstlich von Herrmannsacker an der Landesstraße 1038 an einer Waldschneise unweit der Landesgrenze zu Sachsen-Anhalt. Ungefähr 300 m nördlich der Ansiedlung steht nach kurzer steiler Wegstrecke die Burgruine Ebersburg mitten im Wald. In unmittelbarer Nähe befindet sich die Dorfwüstung Vockenrode.

## Geschichte

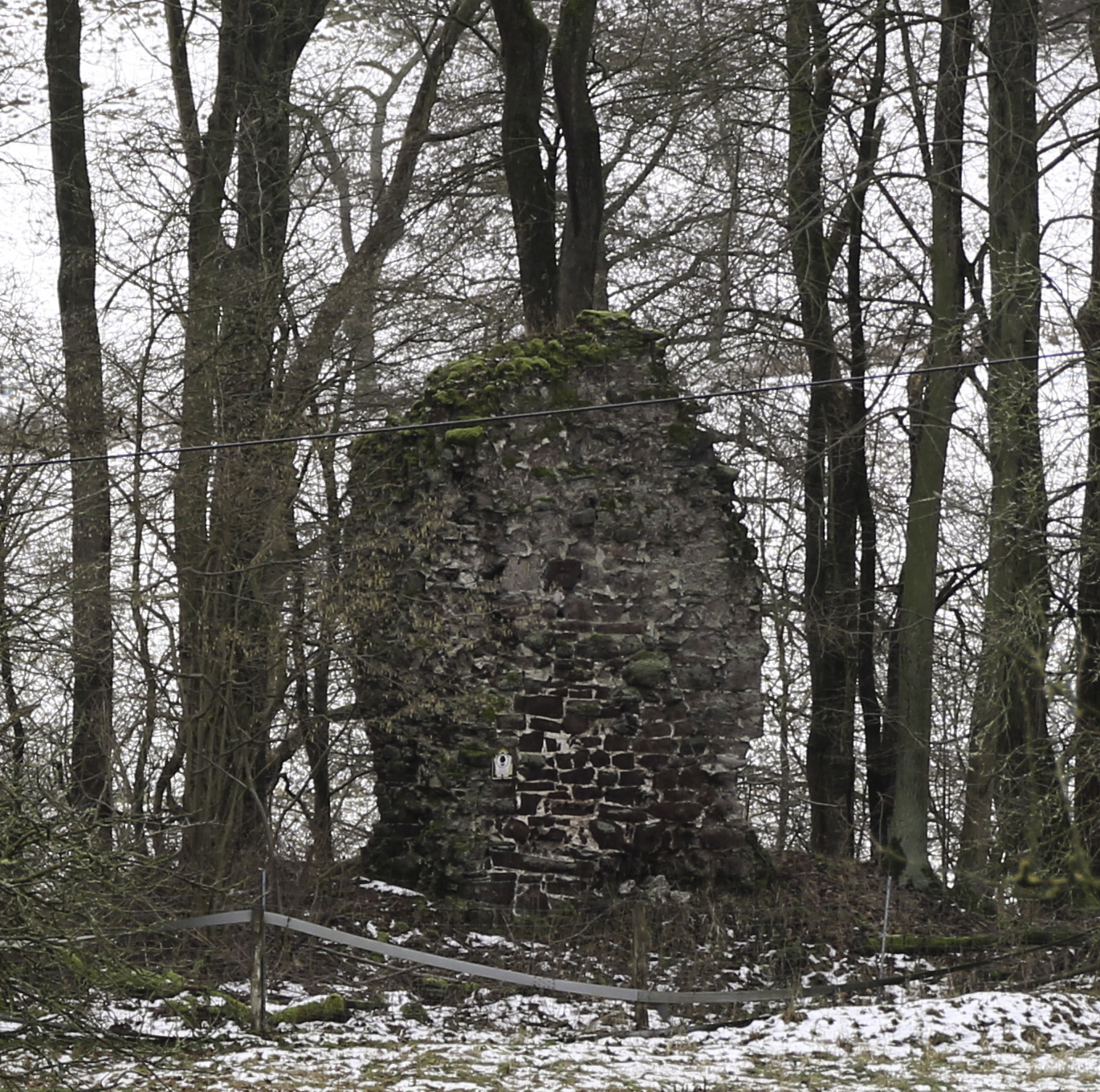
Reste des Kirchturms der Wüstung Vockenrode bei Sägemühle

Bei der gleichnamigen Gastwirtschaft erinnern Überreste an den Kirchturm des einst hier gelegenen Dorfes Vockenrode, das aus 23 Häusern bestanden haben soll. Die älteste Nachricht hierüber stammt aus dem Jahre 1253.
Bereits 1574 war die bei dem Dorfe Vockenrode an der Tyra gelegene Schneidmühle oder Sägemühle im Besitz der Familie Becker, welche die alten Gebäude abriss und an ihre Stelle ein neues Haus setzte, das jetzige Gasthaus „Zur Sägemühle“. Eine Inschrift über dem Eingang weist auf das hohe Alter des Fachwerkbaues hin. Auch die Linde auf dem Hof dürfte über vierhundert Jahre alt sein. Die Familie Becker blieb bis Ende des 19. Jahrhunderts auf der „Sägemühle“. Ihr folgte eine Familie Heinecke, 1911 Hermann Kutscher und 1932 Rudolf Schade. Heute ist der Komplex für Touristen und Gäste eingerichtet.

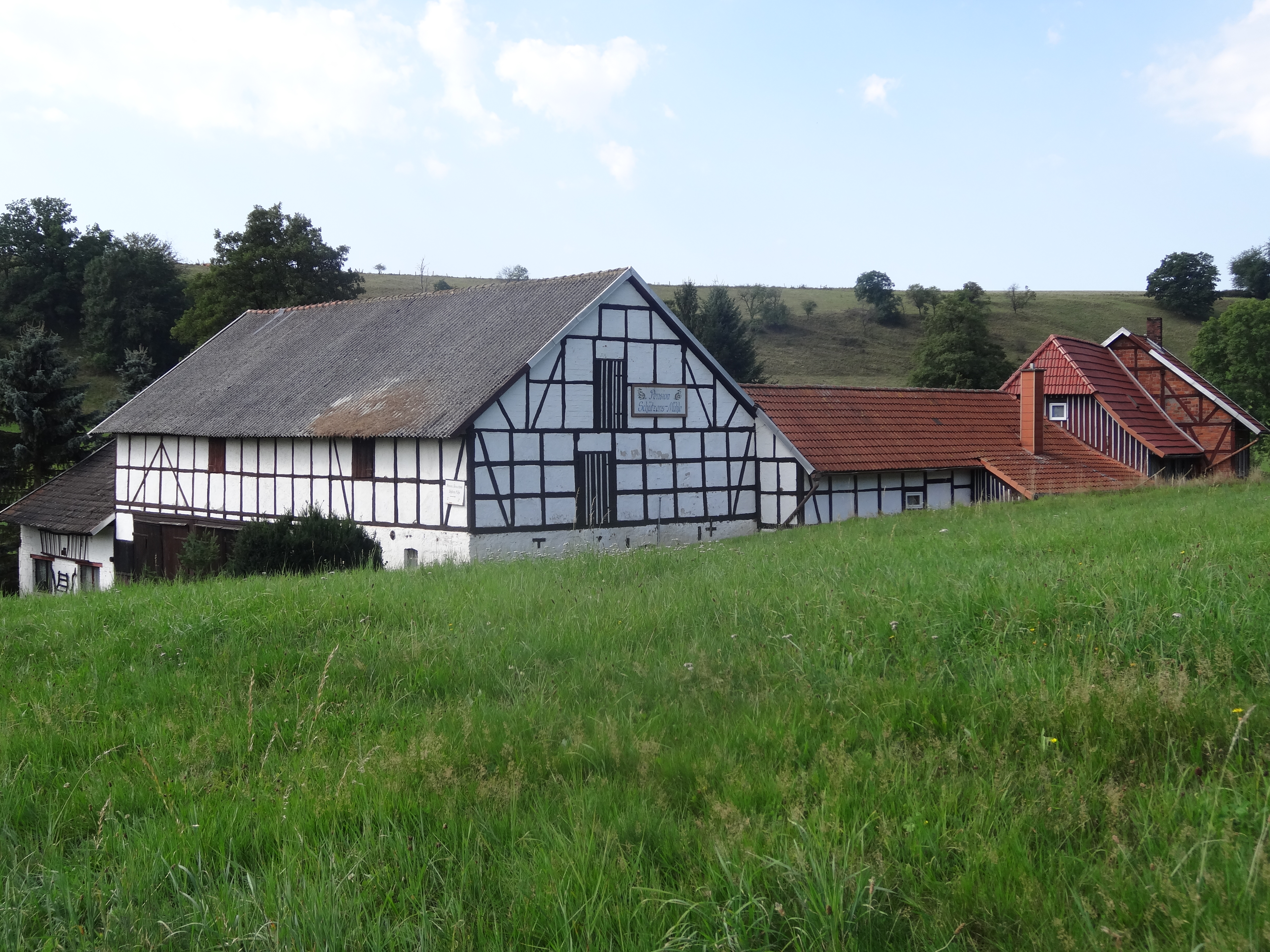
Schützensmühle (2015)

Die „Schützensmühle“, eine Mahl- und Ölmühle und ursprünglich vielleicht auch eine Schneidemühle, liegt südöstlich in der Nähe des Krebsbaches. Seit 1735 war sie im Besitz der Familie Schütze. Beim Bau der Nordhäuser Talsperre (bis 1906) musste der Mühlenbetrieb eingestellt werden. Heute sind Teiche und Mühlgraben zugeschüttet.

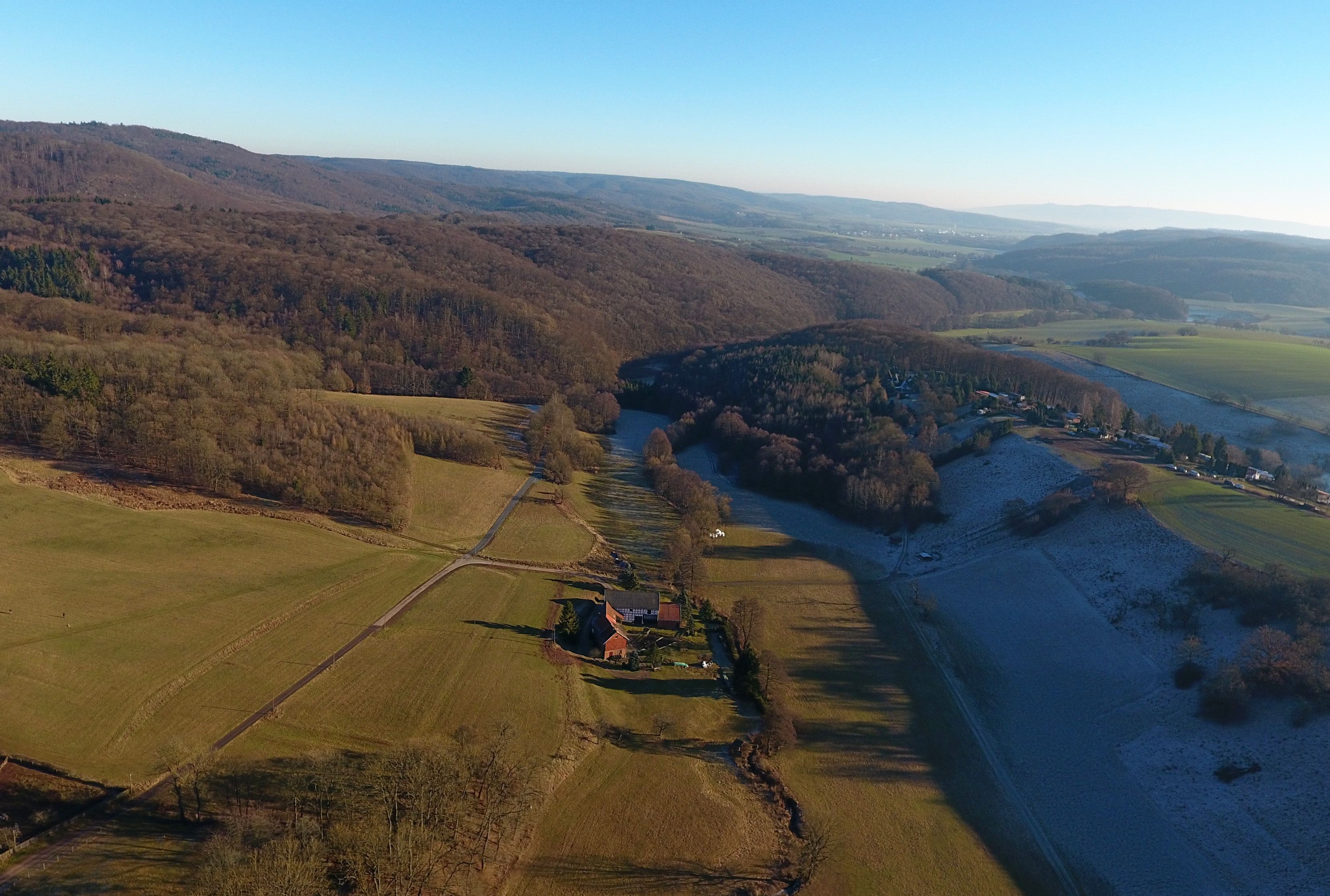
Luftaufnahme Schützensmühle mit Blickrichtung zum Kyffhäuser
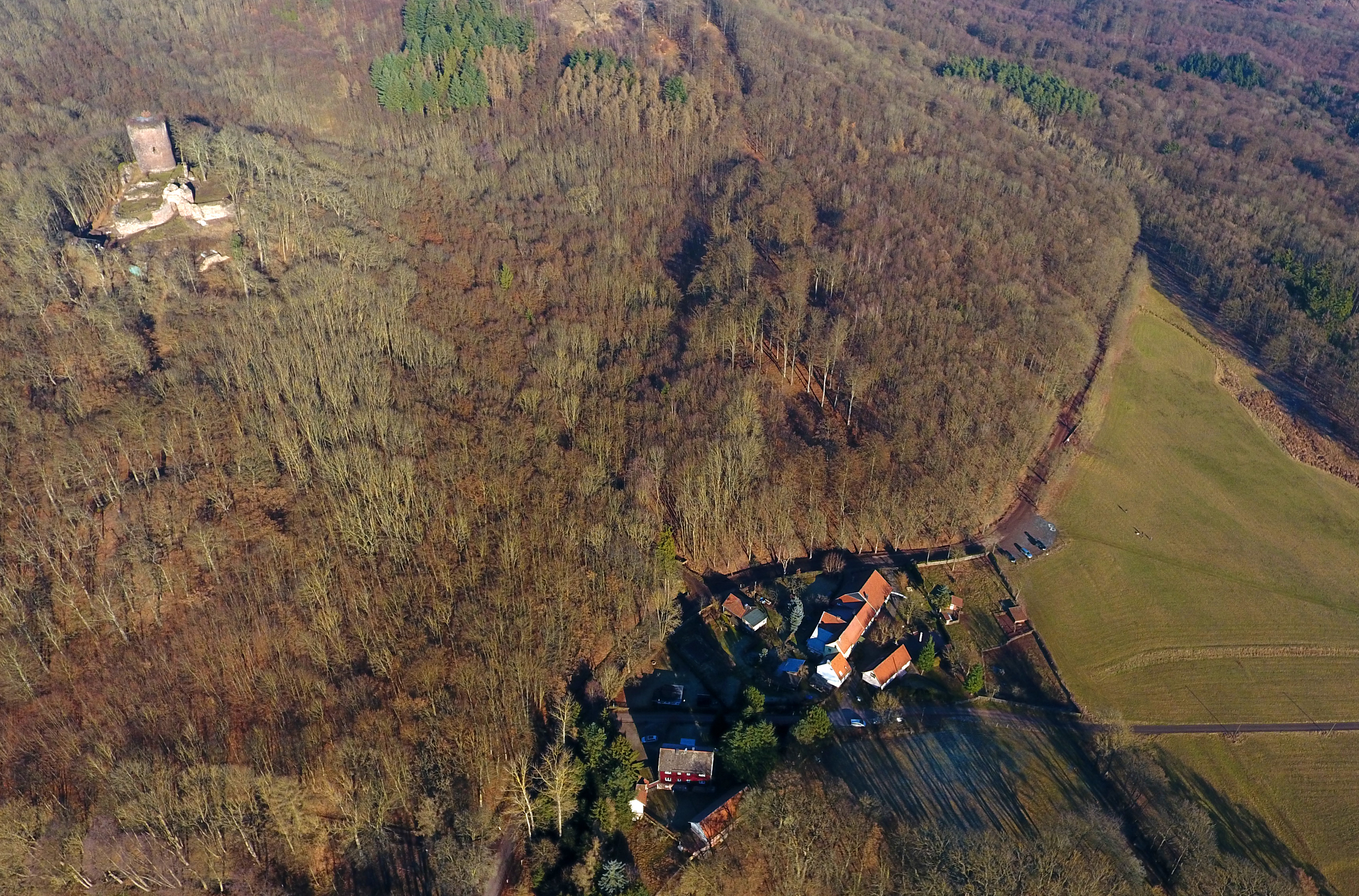
Luftaufnahme von Sägemühle mit der Ebersburg